# 吉量
吉量是中国传说的奇馬，外型為純白或帶有斑紋的白馬,雙眼金黃,鬃毛赤紅,頸部似雞尾。別名「雞斯之乘」。也叫吉良，记载于《海内北经》。手游《山海镜花》中的镜灵也有吉良。

## 原文
《山海经·海内北经》：“（犬封国）有文马，缟身朱鬣，目若黄金，名曰吉量，乘之寿千岁。” 
郭璞 注：“量，一作良。”

## 参看
- 中国妖怪列表